# Ixil (ville)
Pour les articles homonymes, voir Ixils et Ixil (langue).
Ixil est une ville de l'État du Yucatán, au Mexique, chef lieu de la municipalité homonyme, située à environ 45 km au nord-est de la ville de Mérida, la capitale de l'État, et à 25 km au sud-est du port de Progreso.
C'est le siège de la paroisse Saint Barnabé l'apôtre.

## Toponymie
Le toponyme Ixil signifie en langue maya l'endroit où il s'enroule ou se hérisse.

## Histoire
Ixil est située sur le territoire qui était la juridiction du Ceh Pech avant la conquête du Yucatán.
Aucune donnée précise n'est connue sur la fondation de la ville avant la conquête du Yucatán par les Espagnols. On sait, cependant, que à l'époque coloniale elle était sous le régime des encomiendas.
En 1825, après l'indépendance du Yucatán, Ixil fit partie du Partido de la Costa dont le siège se trouvait à Izamal. Plus tard, il a rejoint le Parti de Tixkokob.
En 1919, un ancien document rédigé en langue maya a été retrouvé dans cette localité. Il fait partie de la série connue sous le nom de Chilam Balam (d'Ixil). Une copie du Chilam Balam d'Ixil est exposée au Musée national d'anthropologie de Mexico.

## Sites touristiques
Ixil est proche d'une zone côtière de la côte du golfe du Mexique qui est très appréciée des touristes locaux en raison de ses vastes plages de sable.
La spécialité de la commune est l'oignon dont a été développée une variété appelée cebollita de Ixil, qui est récoltée une fois par an. Elle est renommée en raison de ses propriétés organoleptiques particulières.

## Galerie

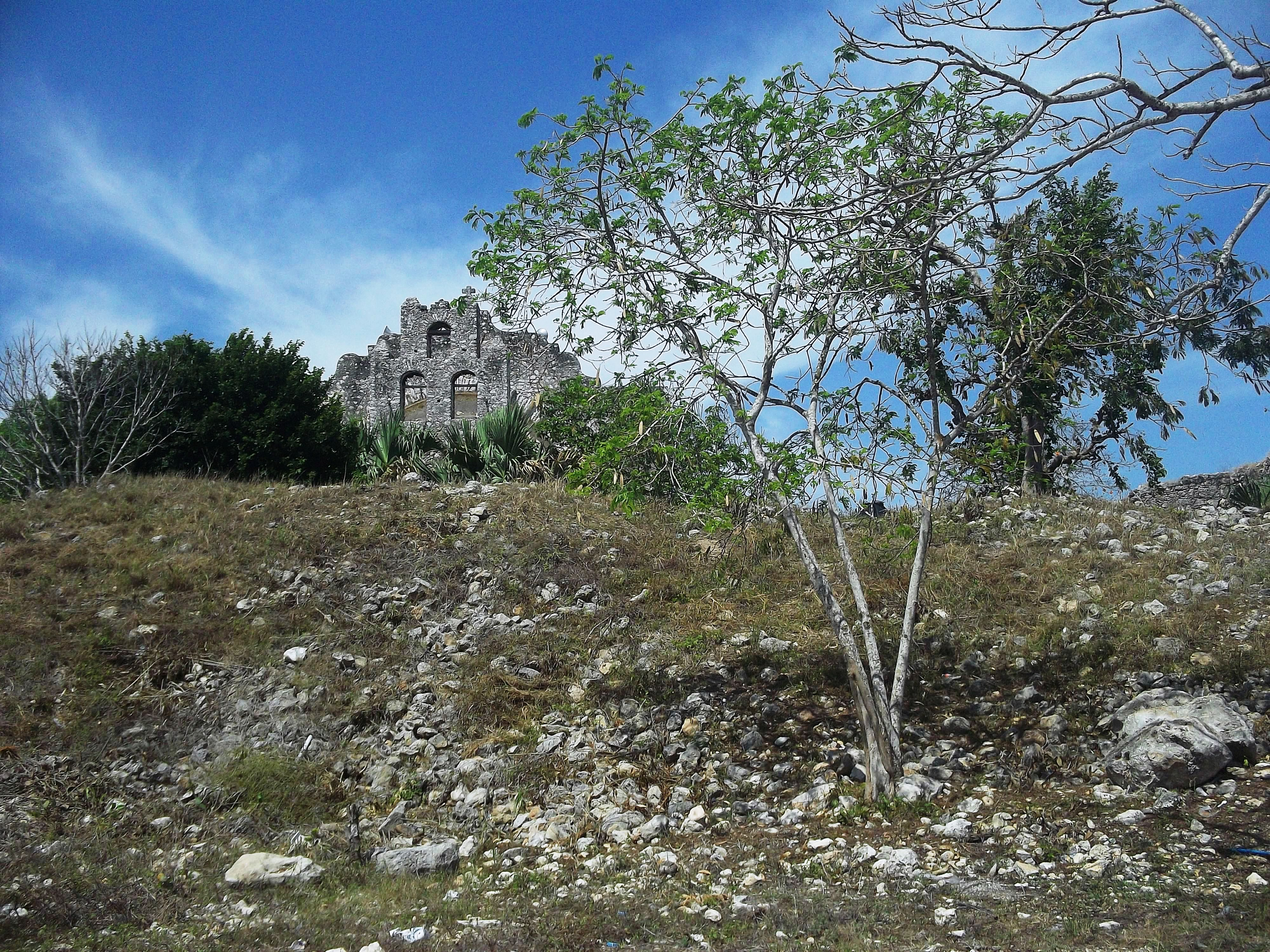
Vestiges archéologiques.
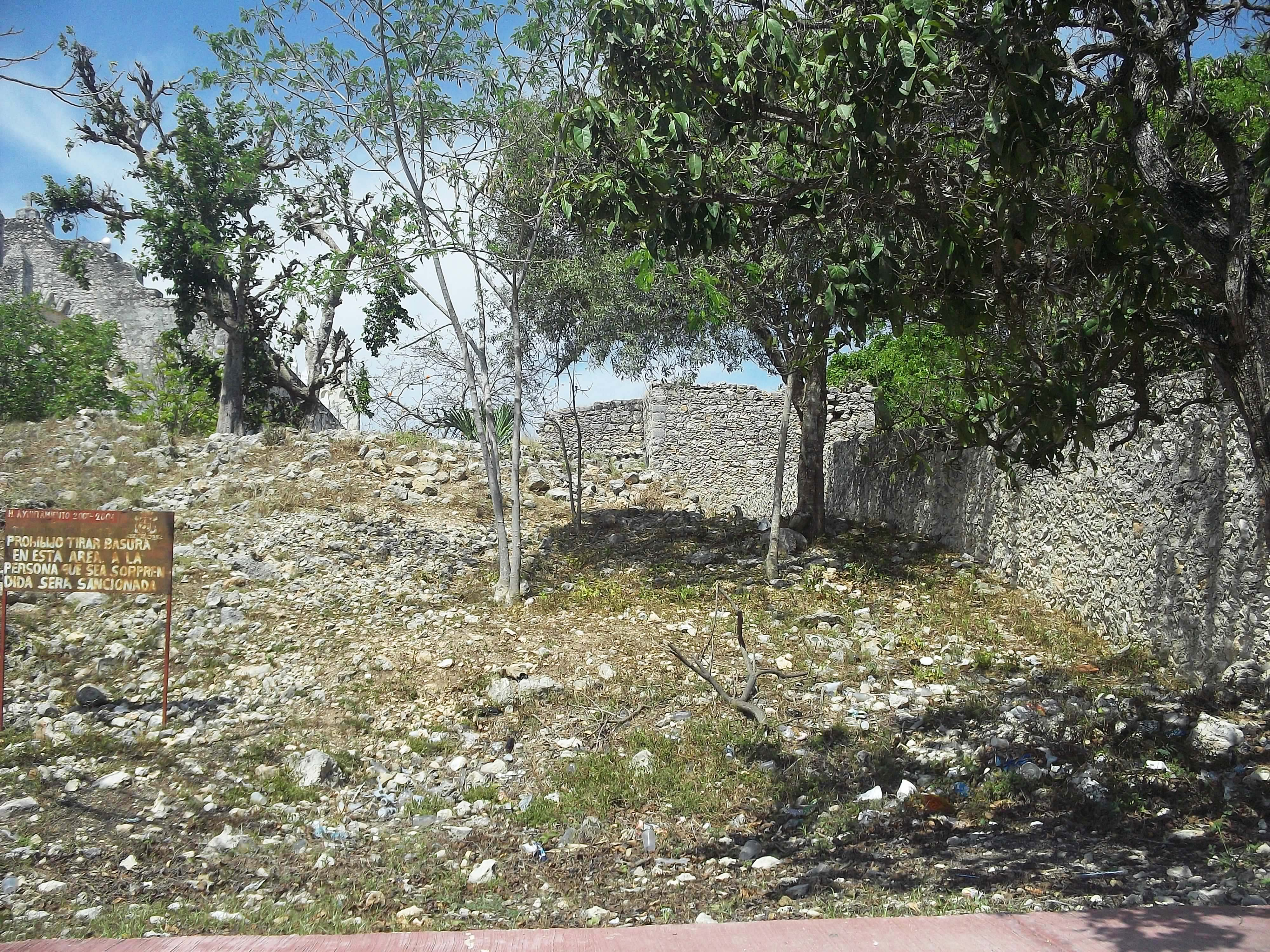
Vestiges archéologiques.
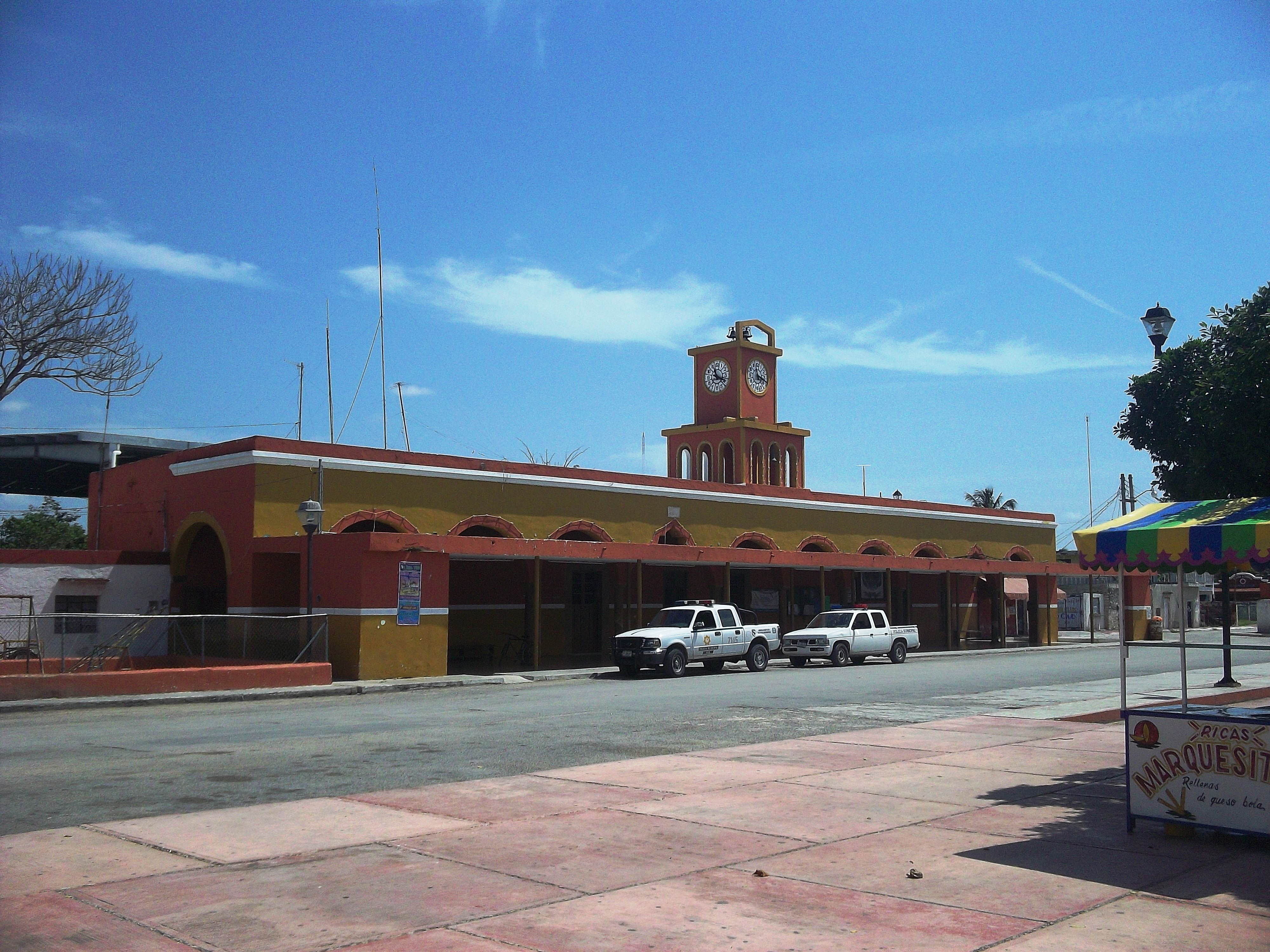
Palais municipal.
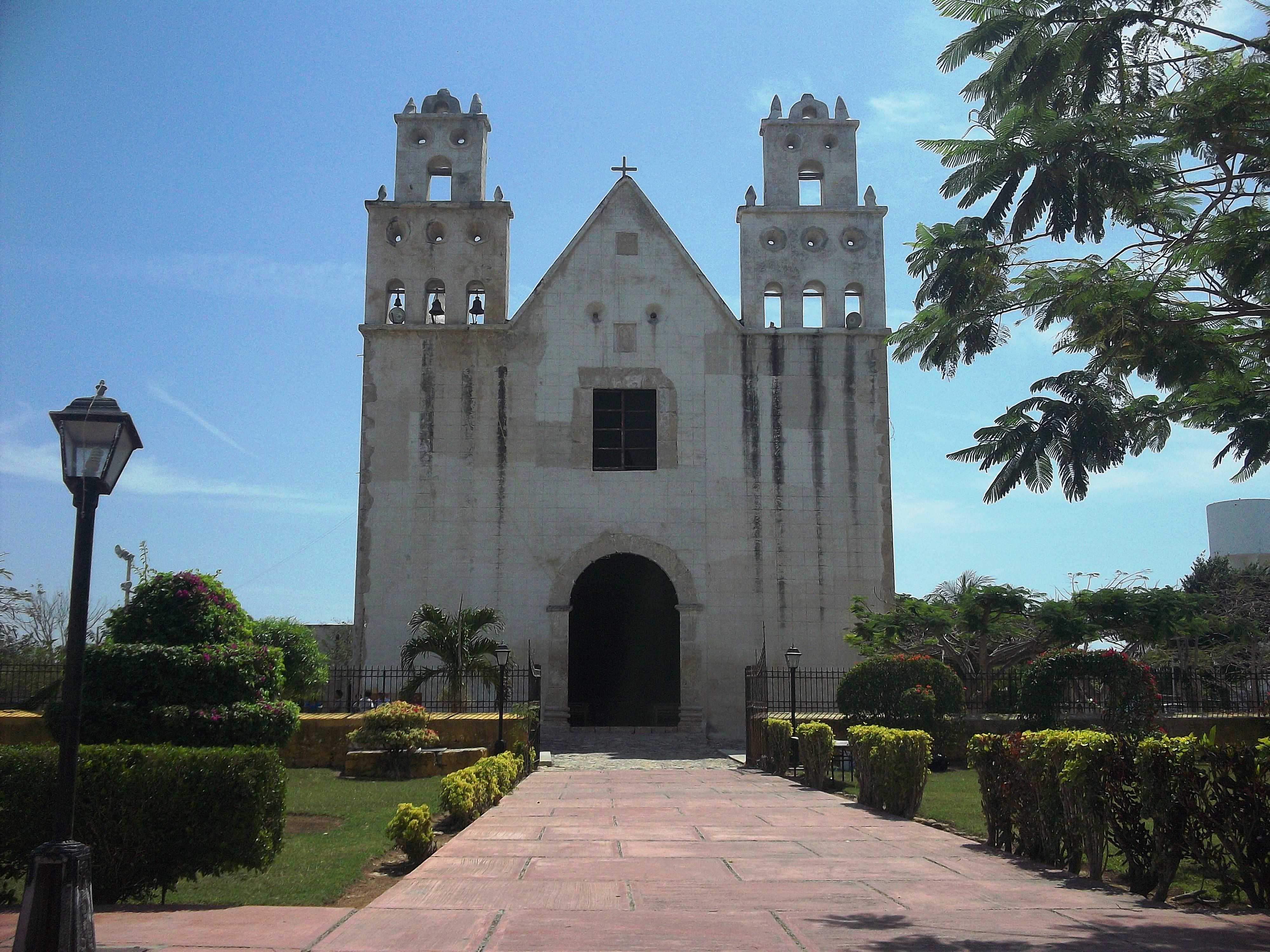
Église.